# Kulak, Manyas
Kulak là một xã thuộc huyện Manyas, tỉnh Balıkesir, Thổ Nhĩ Kỳ. Dân số thời điểm năm 2010 là 580 người.